# Valeriy Borchin
Valeriy Viktorovich Borchin (em russo:  Валерий Викторович Борчин; Povadimovo, 11 de setembro de 1986) é um atleta russo, campeão olímpico da marcha atlética de 20 km em Pequim 2008. Em 2016, perdeu duas medalhas de ouro conquistadas em Campeonatos Mundiais de Atletismo por doping, num caso de multidopagem que envolveu diversos atletas russos da marcha atlética.

## Carreira
Ainda juvenil, em início de carreira, Borchin foi suspenso por um ano pela IAAF em 2005 por uso de efedrina. Em 2006, ganhou a prata nos 20 km da marcha no Campeonato Europeu de Atletismo de Gotemburgo. Seu grande triunfo veio em 2008, nos Jogos Olímpicos de Pequim, quando conquistou a medalha de ouro em 1h19m01s.
No ano seguinte, no Campeonato Mundial de Atletismo de 2009, em Berlim, somou ao título olímpico o título mundial, vencendo a prova em 1h18m41s e tornou-se bicampeão mundial em Daegu 2011; os dois títulos, porém, seriam cassados em 2016 por doping.
Sua melhor marca, 1h17m38s, foi conseguida em Adler, em 2009, poucos meses antes do Mundial. Borchin vive na Mordóvia e é integrante do exército russo.
Em Londres 2012, ele voltou aos Jogos Olímpicos para defender seu título. Entretanto, há dois quilômetros da chegada, quando se encontrava entre os líderes da prova, teve um colapso provocado por exaustão, caiu inconsciente na pista e teve que ser retirado do local da prova de ambulância.

## Doping
Em janeiro de 2015, junto com diversos outros marchadores e atletas russos campeões olímpicos, Borchin foi suspenso do atletismo pela RUSADA, a agência antidoping russa, por alegado doping de sangue. Este tipo de doping é verificado através de uma alteração no "passaporte biológico" do atleta. Kirdyapkin foi suspenso por 8 anos, iniciando em 15 de outubro de 2012, com todos os seus resultados nos períodos de 14 de julho a 15 de setembro de 2009,  16 de junho a 27 de novembro de 2011 e 11 de abril a 3 de setembro de 2012 anulados, o que incluiria suas medalhas de ouro de campeão mundial em Berlim 2009 e Daegu 2011.
Em 15 de março de 2015, a IAAF entrou com um recurso junto ao Tribunal Arbitral do Esporte, na Suíça, questionando a seletividade dos períodos de suspensão dados pela RUSADA a Borchin e demais atletas russos envolvidos. Em 24 de março de 2016, após a apelação da IAAF, o Tribunal Arbitral cassou todas as suas medalhas e conquistas realizadas entre 14 de agosto de 2009 e 15 de outubro de 2012, retirando-lhe as duas medalhas de ouro ganhas em mundiais.